# بیتلیدژا
بیتلیدژا  یک روستا در ارمنستان است که در ایروان واقع شده‌است.